# Castle Hill, New South Wales
Castle Hill este o suburbie în Sydney, Australia.